# Tiefland
Tiefland (Tierra baja) es una ópera en alemán, compuesta por Eugen d'Albert, sobre libreto de Rudolf Lothar, basado en Tierra baja de Àngel Guimerà.

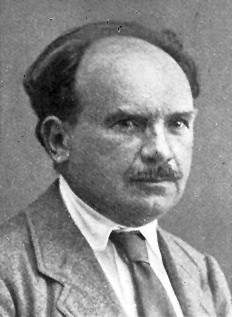
Eugen d’Albert

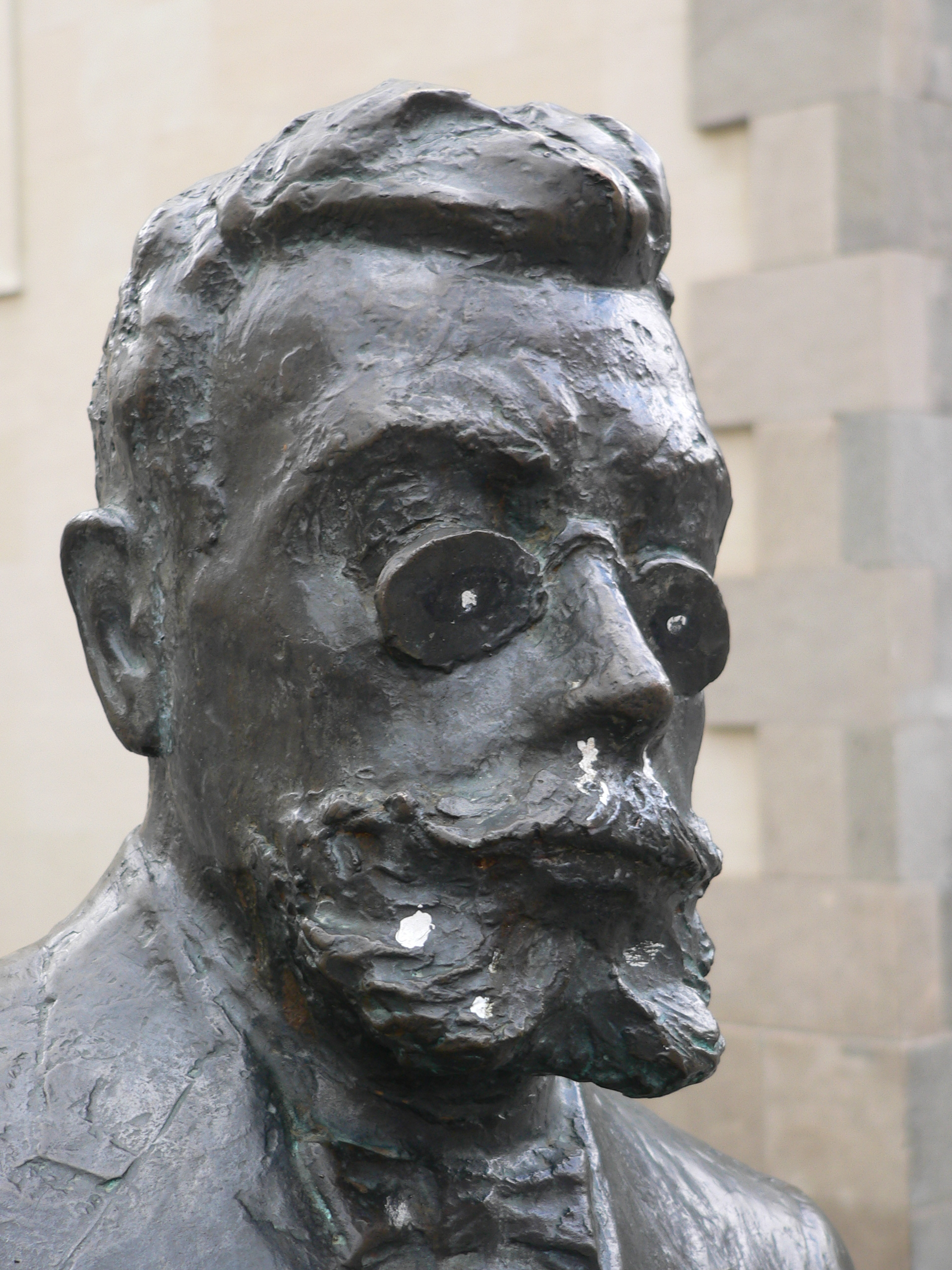
Ángel Guimerá.

## Historia
El drama de Guimerà ya había sido adaptado como ópera: La Catalane, de Fernand Leborne. Rudolph Lothar lo adaptó, cambiando el nombre de algunos personajes. Es la más importante contribución alemana al verismo. Se presenta una oposición entre la paz de las montañas y las amenazas del mundo del valle. Demuestra el talento de su autor como orquestador y su capacidad para crear momentos de gran dramatismo.
Se estrenó en el Neues Deutsches Theater de Praga en noviembre de 1903. Parte de la razón para la recepción poco entusiasta pudo estar en el tenor dramático principal del teatro, Wilhelm Elsner, que había muerto repentinamente no mucho antes del estreno de la ópera, forzando a otro cantante a aprender y representar el papel de Pedro en un período de tiempo relativamente breve. D'Albert creó una segunda versión, presentada en Magdeburgo en 1905, que es la que hoy se representa. Actualmente, es la única de las óperas del autor que se sigue representando. Tiefland fue repuesta en Hamburgo y Berlín en 1907, donde disfrutó de largas temporadas.
Se estrenó en el Metropolitan Opera de Nueva York el 23 de noviembre de 1908 con Emmy Destinn y Erik Schmedes en los dos papeles principales. En España, se estrenó en Barcelona, en el Gran Teatro del Liceo, en 1910, traducida al italiano, en presencia de Ángel Guimerà. Tiefland se representó en el Teatro de Ópera de Ankara en 1951 en una producción dirigida por Carl Ebert con Semiha Berksoy como Marta.
Además de Schmedes y Destinn, destacados intérpretes en el pasado han sido: Kirsten Flagstad quien debutó en 1913 a los 18 años de edad en el papel de Nuri en el Teatro Nacional de Oslo; la joven Maria Callas quien cantó el papel de Marta en el Teatro Olympia en Atenas durante la temporada 1945/1946; Montserrat Caballé quien, como Callas, cantó Marta al principio de su carrera; y el tenor danés, Vilhelm Herold quien fue considerado por d'Albert como el Pedro ideal.
En 1954 la directora de cine alemana Leni Riefenstahl dirigió Tiefland, una película basada en la ópera, con la propia Riefenstahl en el rol de Marta. La película, empezada en 1940, pero no lanzada hasta el año 1954, usó trabajo esclavo gitano de un campo de concentración alemán para algunos de los extras, muchos de los cuales fueron enviados a Auschwitz después de la producción.
Esta ópera se representa poco; en las estadísticas de Operabase aparece la n.º 168 de las óperas representadas en 2005-2010, siendo la 27.ª en Alemania y la primera de d'Albert, con 18 representaciones en el período, principalmente en Alemania y Austria.

## Personajes
| Personaje                                        | Tesitura     | Reparto el 15 de noviembre de 1903 Director: |
| ------------------------------------------------ | ------------ | -------------------------------------------- |
| Sebastián (rico hacendado)                       | barítono     |                                              |
| Pedro (un pastor al servicio de Sebastián)       | tenor        |                                              |
| Marta (amante de Sebastián, cortejada por Pedro) | soprano      |                                              |
| Nuri (amiga de Marta)                            | soprano      |                                              |
| Tomás (venerable anciano)                        | bajo         |                                              |
| Pepa (sirvienta de Sebastián)                    | soprano      |                                              |
| Antonia (sirvienta de Sebastián)                 | mezzosoprano |                                              |
| Rosalía (sirvienta de Sebastián)                 | contralto    |                                              |
| Moruccio (un molinero)                           | bajo         |                                              |
| Nando (un pastor)                                | tenor        |                                              |

## Argumento
La historia transcurre en las montañas catalanas, hacia el año 1900. El terrateniente Sebastiano casa a su amante, Marta, con un pastor, Pedro. Quiere conservarla como amante al tiempo que planea casarse con una mujer rica que saldará sus deudas. Al principio, Marta odia a Pedro, pero poco a poco, va reconociendo sus cualidades y acaba amándolo. Cuando Sebastiano trata de obligar a Marta a amarlo de nuevo, Pedro lo mata. El matrimonio huye a las montañas.

## Discografía
- Dirigida por Rudolf Moralt, con Gré Brouwenstijn, Hans Hopf, Paul Schöffler, Eberhard Waechter, Oskar Czerwenka, Waldemar Kmentt y la Orquesta Sinfónica de Viena (1957, Philips)[5]
- Dirigida por H. Zanotelli, con G. Feldhoff, I. Sardi, I. Strauss, Rudolf Schock, Orquesta Sinfónica de Berlín, Coro RIAS (Eurodisc, 1963)
- Dirigida por M. Janowski, con Bernd Weikl, Kurt Moll, Eva Marton, René Kollo, Orquesta y coro de la Radio de Múnich (Acanta, 1983)